# Переробний комплекс Чандала
Переробний комплекс Чандала — виробничий майданчик на заході Австралії, що за три десятки кілометрів на північний схід від Перту.
Комплекс, який ввели у дію в 1990 році, є частиною технологічного ланцюжка, що включає копальню Cooljarloo та завод діоксиду титану в Квінані. Проект реалізувала компанія Tiwest, яку створили на паритетних засадах американська корпорація Tronox та південноафриканська гірничодобувна Exxaro Resources Limited (у 2011-му сторони уклали угоду про придбання Tronox частки партнера в обмін на акції самої Tronox).
З Cooljarloo до Чандала надходить рудний концентрат, що спершу проходить сепарацію з отриманням ільменіту, циркону, рутилу та лейкоксену, при цьому проєктна потужність майданчика за згаданими продуктами становить 450, 80, 37 та 20 тисяч тонн відповідно.
На другому етапі ільменіт, що складається з оксидів титану та заліза, перетворюють у синтетичний рутил, який є поліморфною модифікацією диоксиду титану. Вибір саме такого технологічного рішення пояснюється тим, що з рутилу можливе продукування титанового пігменту підвищеної чистоти. Виробництво синтетичного рутилу передбачає:
- прожарювання суміші ільменіту, вугілля та сірковмісної сировини (сульфат заліза, сірка, сульфід заліза) в обертовій печі, що призводить до утворення діоксиду титану, заліза та монооксиду вуглецю. Завданням сірки при цьому є вилучення надлишкового кисню;
- перетворення заліза у оксид заліза шляхом оксигенації з наступним вилученням цього оксиду;
- обробка синтетичного рутилу сульфатною кислотою з метою вилучення залишків заліза.
За первісним проєктом річна потужність майданчику становила 138 тисяч тонн синтетичного рутилу, що потребувало 220 тисяч тонн ільменіту, 110 тисяч тонн вугілля, 2 тисячі тонн сірки, 7 тисяч тонн сульфатної кислоти та 6 тисяч тонн вапняку (для нейтралізації відпрацьованої кислоти). У 1994-му потужність заводу довели до 165 тисяч тонн, при цьому через гарну якість титанової сировини споживання вугілля та сульфатної кислоти було навіть меншим за первісний проект з нижчою потужністю. Наразі завод може випускати 220 тисяч тонн синтетичного рутилу на рік.
В середині 2020-х років очікувались поставки до Чанадала хлоридного ільменітового концентрату з заводу сепарації у Брокен-Гілл (південно-східна Австралія), що мало підтримати рівень завантаження виробнцитва синтетичного рутилу.